# Dennis hurrikán (2005)

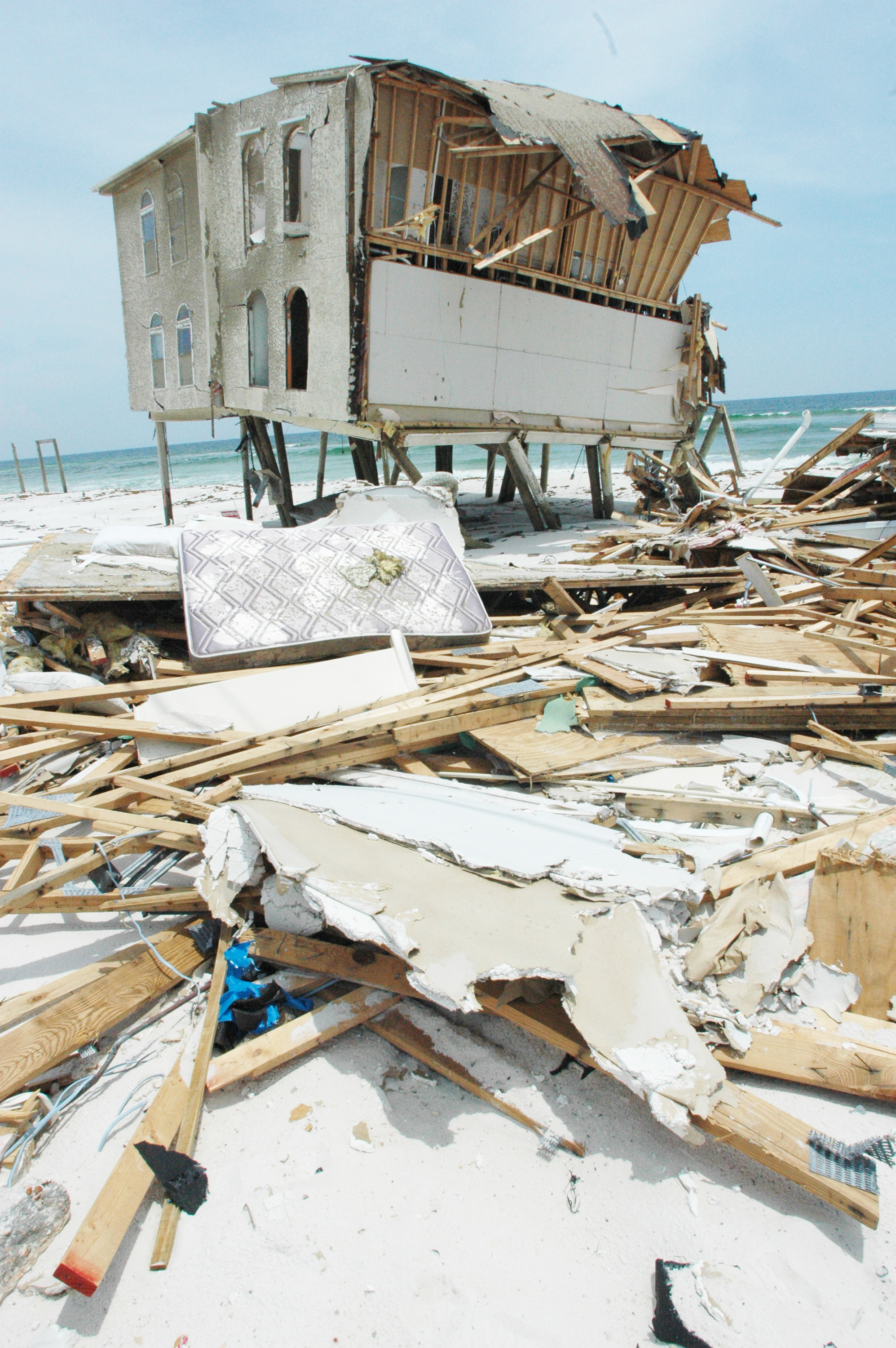
A vihar után Florida tengerpartja

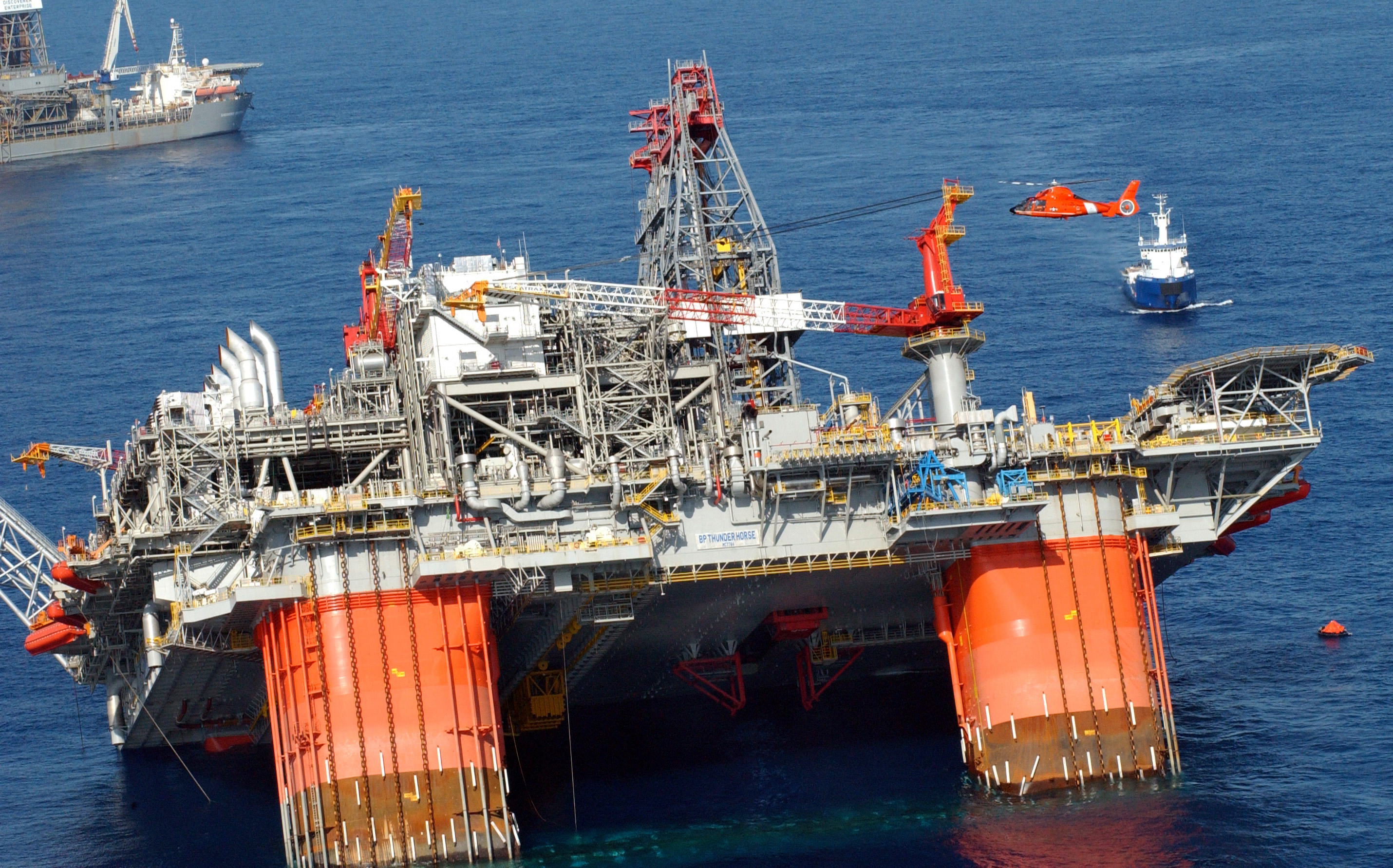
Egy olajkitermelő platform a Mexikói-öbölben a vihar után

A Dennis hurrikán a Saffir–Simpson-féle hurrikánskála beosztása szerint négyes erősséget elért vihar volt 2005-ben. 
A Dennis hurrikán hatalmas pusztítást végzett Kubában, Haitin, Floridában és a Karib-térség szinte összes szigetén. A vihar szélsebessége helyenként meghaladta a 300 km/h-t. Haladási iránya 310° volt.
Az érintett országokban kitelepítésekkel próbáltak védekezni a hurrikán tombolása ellen, több tízezer embernek kellett ideiglenesen elhagynia otthonát. Az intézkedések ellenére 89 áldozatot szedett a pusztító vihar.

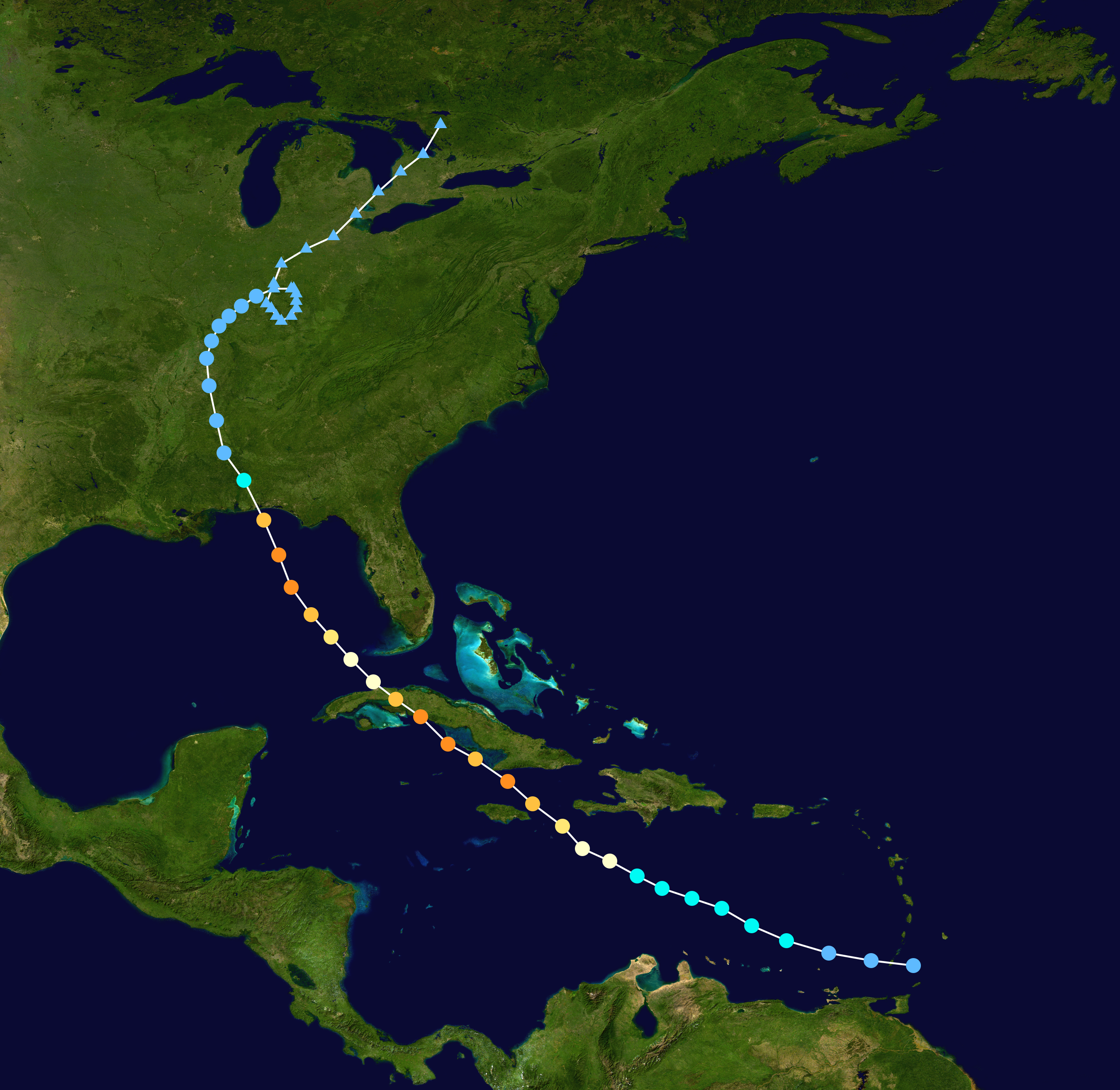
Dennis útja.

## Fordítás
- Ez a szócikk részben vagy egészben  a   Hurricane_Dennis című angol Wikipédia-szócikk fordításán alapul.  Az eredeti cikk szerkesztőit annak laptörténete sorolja fel. Ez a jelzés csupán a megfogalmazás eredetét és a szerzői jogokat jelzi, nem szolgál a cikkben szereplő információk forrásmegjelöléseként.